# Andō Nobumasa
Andō Nobumasa (in giapponese 安藤 信正?) (Edo, 10 gennaio 1819 – Edo, 20 novembre 1871) è stato il quinto daimyō del dominio di Iwakitaira e il decimo capo del clan Andō.
Era il figlio maggiore di Andō Nobuyori e di una figlia di Matsudaira Nobuakira del dominio Yoshida. I suoi nomi d'infanzia erano Kinnoshin e Kinnosuke e fu conosciuto per la maggior parte della sua vita come Andō Nobuyuki. Assunse il nome di Nobumasa solo dopo la sua nomina a rōjū.

## Biografia
Andō Nobumasa nacque nella residenza del dominio a Edo. Nel 1835 fu ricevuto in udienza formale dallo shōgun Tokugawa Ienari. Divenne daimyō nel 1847, alla morte del padre. Nel 1848 fu promosso alla carica di sōshaban, nel 1858 a quella di jisha-bugyō e successivamente fu nominato wakadoshiyori sotto il tairō Ii Naosuke. Nel 1860 fu nominato rōjū e incaricato degli affari esteri. Nel 1860 Ii Naosuke fu assassinato nell'incidente di Sakuradamon e Andō Nobumasa divenne un importante consigliere di Stato, insieme a Kuze Hirochika. Tra i molti problemi che dovette affrontare durante il periodo Bakumatsu vi furono la conclusione di un trattato commerciale con la Prussia, l'assassinio di Henry Heusken e l'arrivo di una nave da guerra russa che rivendicava l'isola di Tsushima per l'Impero russo.
Andō Nobumasa fu un sostenitore della politica del kōbu gattai, che aveva l'obiettivo di rafforzare le relazioni tra la corte imperiale e lo shogunato Tokugawa. Ebbe un ruolo determinante nel far sì che Kazunomiya, la sorella minore dell'imperatore Kōmei, sposasse lo shōgun Tokugawa Iemochi. Tutte queste azioni gli suscitarono l'inimicizia dei samurai favorevoli al movimento Sonnō jōi e Andō Nobumasa fu bersaglio di un attentato nel 1862 da parte di sei ex samurai del dominio di Mito davanti alla porta Sakashita del castello di Edo ("incidente di Sakashitamon"). Il console generale britannico Rutherford Alcock riferì di aver incontrato Andō Nobumasa, pesantemente bendato, poco dopo l'attentato. Alcock e rimase favorevolmente colpito dalla sua forza d'animo ed affermò che l'attentato dava credito alle affermazioni dello shogunato, secondo cui l'apertura del paese al commercio estero doveva procedere lentamente a causa della forte opposizione interna. Andō Nobumasa fu comunque costretto a lasciare l'incarico, i quanto i suoi nemici politici lo accusarono di aver tenuto una condotta impropria nel cercare un successore a Ii Naosuke e di aver accettato tangenti dal console americano Townsend Harris. Il kokudaka del dominio di Iwakitaira fu ridotto di 20.000 koku. Andō Nobumasa si ritirò ufficialmente nel 1863 ma continuò nei fatti a governare il dominio, in quanto suo figlio ed erede Andō Nobutami era ancora minorenne. Andō Nobutami morì nel 1863 e fu sostituito da un erede adottivo, Andō Nobutake. Nel 1868, durante la guerra Boshin, Andō Nobumasa schierò il dominio nel Ōuetsu Reppan Dōmei, contro le obiezioni di Andō Nobutake. Il dominio fu invaso e il castello di Iwakitaira fu bruciato durante la battaglia di Iwakitaira, che vide la vittoria del governo Meiji. Andō Nobumasa, condannato agli arresti domiciliari nel 1868, fu rilasciato nel 1869 e morì nel 1871 all'età di 52 anni.